# Назаренко Павло
Назаренко Павло (1894, c. Мар’янське Апостолівського району Дніпропетровської області – †?) – хорунжий Армії УНР.Студент Київського Університету.

## Біографія
Старшина 2-го козачого Стрілецького полку (1919). 16 травня 1919 року потрапив до польського полону у Луцьку. Пробув у неволі 5 місяців у Брест-Литовську. За цей час ніякими коштами не задовольнявся. Поляками не залучався до жодних робіт. 
Повернувся з полону у розпорядження до начальника частини по справам полонених Головного Управління Генерального Штабу Дієвої армії УНР. Дістався до України 22 жовтня 1919 року. ГУГШ запропонувало відбути в розпорядження резерву Дієвої армії УНР. 
Подальша доля не з’ясована.